# Philippe-Paul de Tessières de Miremont
Philippe-Paul de Tessières, chevalier de Miremont (10 mars 1769, Burée - 5 janvier 1855, Lyon), est un militaire et homme politique français.

## Biographie
Cadet gentilhomme à l'école militaire de Paris en 1784, lieutenant colonel du corps royal du génie en 1816 et maire de Vienne de 1816 à 1830, il fut élu, le 25 février 1824, député du 4e arrondissement électoral de l'Isère (Vienne), par 146 voix, contre 75 à Lombard de Quincieux. Il prit place parmi les ministériels, sans paraître à la tribune, échoua, le 16 novembre 1827, dans le même arrondissement, avec 74 voix contre 123 à l'élu, Augustin Perier, et ne se représenta plus.
La Place de Miremont, à Vienne, fut nommé en son honneur.

## Sources
1. ↑  Archives municipales de Lyon, 2e arrondissement, année 1855, acte de décès no 71, cote 2E646

- « Philippe-Paul de Tessières de Miremont », dans Adolphe Robert et Gaston Cougny, Dictionnaire des parlementaires français, Edgar Bourloton, 1889-1891 [détail de l’édition]